# Ordine dell'Insurrezione Nazionale Slovacca
L'Ordine della Rivolta Nazionale Slovacca è stato una decorazione della Cecoslovacchia.

## Storia
L'Ordine è stato fondato il 23 agosto 1945 per premiare:
- le persone che abbiano partecipato alla resistenza;
- le persone che abbiano partecipato alla preparazione della resistenza e della ribellione nazionale;
- i partecipanti alle insurrezioni;
- coloro che abbiano organizzato la resistenza o dimostrato abilità di combattimento, accoppiata ad una minaccia per la vita;
- gli uccisi nello svolgimento del servizio militare.

## Classi
L'Ordine disponeva delle seguenti classi di benemerenza:
- Oro
- Argento
- Medaglia

| Nastri   |         |     |
| Medaglia | Argento | Oro |

## Insegne
- Il nastro variava a seconda della classe, rimanevano però uguali i colori cioè rosso, blu e bianco.